# Quinchamalium purpureum
Quinchamalium purpureum är en tvåhjärtbladig växtart som beskrevs av Rodolfo Amando Philippi. Quinchamalium purpureum ingår i släktet Quinchamalium och familjen Schoepfiaceae. Inga underarter finns listade i Catalogue of Life.